# Urostachys prolifer
Urostachys prolifer là một loài thực vật có mạch trong Họ Thạch tùng. Loài này được (Blume) Herter miêu tả khoa học đầu tiên năm 1949.